# Leveduras na vinificação

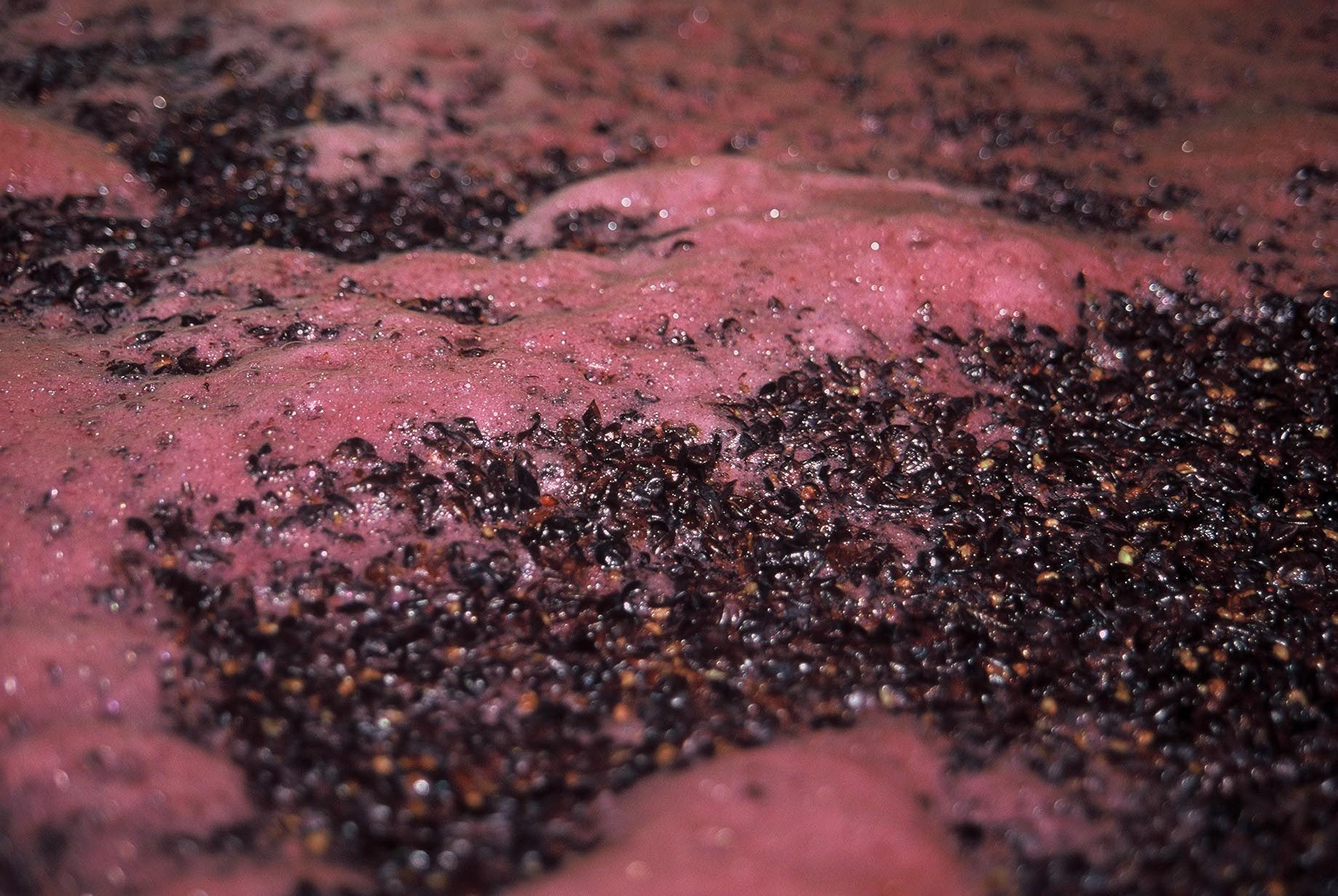
O processo de fermentação em ação no Pinot noir. À medida que a levedura consome o açúcar do mosto, ela libera álcool e dióxido de carbono (visto aqui como bolhas de espuma) como subprodutos.

O papel das leveduras na vinificação é o elemento mais importante que distingue o vinho do suco de fruta. Na ausência de oxigênio, a levedura converte os açúcares da fruta em álcool e dióxido de carbono por meio do processo de fermentação. Quanto mais açúcares houver nas uvas, maior será o nível potencial de álcool do vinho se for permitido que a levedura realize a fermentação até a secura. Às vezes, os vinicultores interrompem a fermentação mais cedo para deixar alguns açúcares residuais e doçura no vinho, como nos vinhos de sobremesa. Isso pode ser feito baixando as temperaturas de fermentação até o ponto em que a levedura esteja inativa, filtrando o vinho de forma estéril para remover a levedura ou fortificando-o com conhaque ou destilados neutros para matar as células da levedura. Se a fermentação for interrompida involuntariamente, por exemplo, quando as leveduras esgotam os nutrientes disponíveis e o vinho ainda não atingiu a secura, isso é considerado uma fermentação parada.
A levedura mais comum associada à produção de vinho é a Saccharomyces cerevisiae, que tem sido preferida devido à sua capacidade de fermentação previsível e vigorosa, tolerância a níveis relativamente altos de álcool e dióxido de enxofre, bem como à sua capacidade de se desenvolver no pH normal do vinho, entre 2,8 e 4. Apesar de seu uso generalizado, que muitas vezes inclui a inoculação deliberada a partir de culturas, a S. cerevisiae raramente é a única espécie de levedura envolvida em uma fermentação. As uvas trazidas da colheita geralmente estão repletas de uma variedade de "leveduras selvagens" dos gêneros Kloeckera e Candida. Essas leveduras geralmente iniciam o processo de fermentação quase tão logo as uvas são colhidas, quando o peso dos cachos nos compartimentos de colheita começa a esmagar as uvas, liberando o mosto rico em açúcar. Embora a adição de dióxido de enxofre (geralmente adicionado no esmagador) possa limitar algumas das atividades das leveduras selvagens, essas leveduras geralmente morrem quando o nível de álcool atinge cerca de 15% devido à toxicidade do álcool na fisiologia das células de levedura, enquanto as espécies de Saccharomyces mais tolerantes ao álcool assumem o controle. Além da S. cerevisiae, a Saccharomyces bayanus é uma espécie de levedura que pode tolerar níveis de álcool de 17 a 20% e é frequentemente usada na produção de vinhos fortificados, como portos e variedades como Zinfandel e Syrah colhidas com altos níveis de açúcar Brix. Outra levedura comum envolvida na produção de vinho é a Brettanomyces, cuja presença em um vinho pode ser vista por diferentes vinicultores como um defeito do vinho ou, em quantidades limitadas, como uma nota adicional de complexidade.

## História

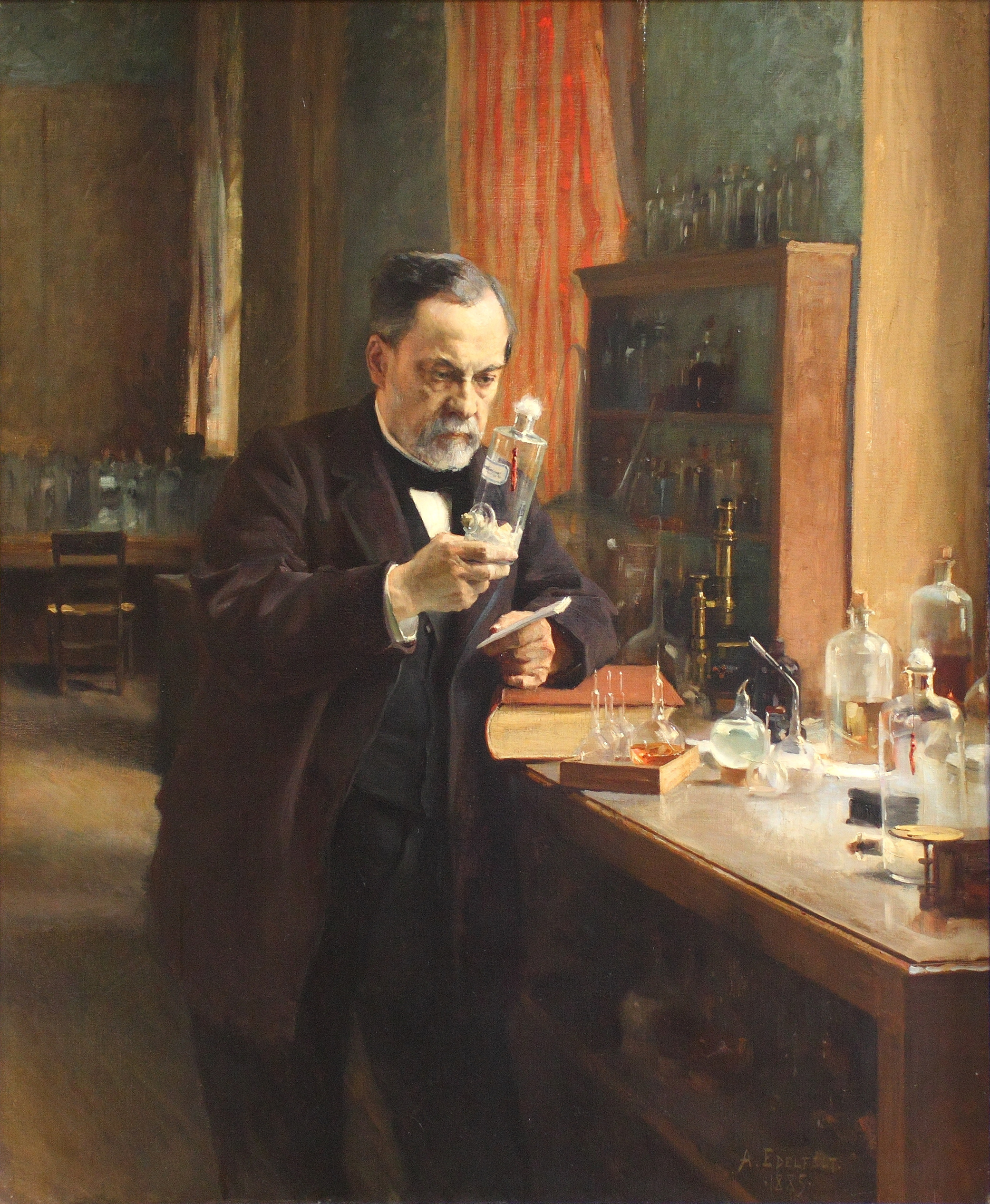
O cientista francês Louis Pasteur descobriu a conexão entre a levedura microscópica e o processo de fermentação.

Durante a maior parte da história do vinho, os produtores de vinho não conheciam o mecanismo que, de alguma forma, convertia o suco de uva açucarado em vinho alcoólico. Eles podiam observar o processo de fermentação que era frequentemente descrito como "fervura", "efervescência" ou o vinho sendo "perturbado" devido à liberação de dióxido de carbono que dava ao vinho uma aparência espumosa e borbulhante. Essa história está preservada na etimologia da própria palavra em inglês "yeast", que significa essencialmente "ferver".
Em meados do século XIX, o cientista francês Louis Pasteur foi encarregado pelo governo francês de estudar o que fazia alguns vinhos estragarem. Seu trabalho, que mais tarde levaria Pasteur a ser considerado um dos "Pais da Microbiologia", revelaria a conexão entre as células microscópicas de levedura e o processo de fermentação. Foi Pasteur quem descobriu que a levedura convertia os açúcares do mosto em álcool e dióxido de carbono, embora os mecanismos exatos de como a levedura realizava essa tarefa não tenham sido descobertos até o século XX com a via glicolítica Embden-Meyerhof-Parnas.
A espécie de levedura comumente conhecida como S. cerevisiae foi identificada pela primeira vez em um texto de enologia do final do século XIX como S. ellipsoideus devido ao formato elíptico (em vez de circular) das células. Ao longo do século XX, mais de 700 cepas diferentes de S. cerevisiae foram identificadas. As diferenças entre a grande maioria dessas cepas são, em sua maioria, pequenas, embora cada vinicultor desenvolva uma preferência por determinadas cepas ao elaborar certos vinhos ou trabalhar com determinadas variedades de uva. Algumas dessas diferenças incluem o "vigor" ou a velocidade da fermentação, a tolerância à temperatura, a produção de compostos voláteis de enxofre (como o sulfeto de hidrogênio) e outros compostos que podem influenciar o aroma do vinho.
Na vinificação moderna, os vinicultores têm a opção de selecionar entre uma gama diversificada de cepas de leveduras, cada uma oferecendo características distintas que influenciam o perfil sensorial do vinho. Essas cepas estão prontamente disponíveis para compra em fornecedores especializados. Os vinicultores agora podem acessar facilmente cepas de leveduras que acentuam características desejáveis no vinho, como compostos aromáticos, sensação na boca e cinética de fermentação. Essa disponibilidade comercial de cepas de leveduras revolucionou a arte da vinificação ao permitir um controle mais preciso sobre o processo de fermentação e o caráter do vinho resultante.

## Papel na produção de vinho

Na ausência de oxigênio, as células da levedura pegam o piruvato produzido pela glicólise e o reduzem a acetaldeído, que é posteriormente reduzido a etanol, "recarregando" as coenzimas NAD^{+} necessárias para vários processos metabólicos da levedura.

A principal função da levedura é converter os açúcares presentes (principalmente a glicose) no mosto de uva em álcool. A levedura faz isso utilizando a glicose por meio de uma série de vias metabólicas que, na presença de oxigênio, produz não apenas grandes quantidades de energia para a célula, mas também muitos intermediários diferentes que a célula precisa para funcionar. Na ausência de oxigênio (e, às vezes, até mesmo na presença de oxigênio), a célula continuará com algumas funções metabólicas (como a glicólise), mas dependerá de outras vias, como a redução do acetaldeído em etanol (fermentação) para "recarregar" as coenzimas necessárias para manter o metabolismo em funcionamento. É por meio desse processo de fermentação que o etanol é liberado pelas células da levedura como um produto residual. Eventualmente, se as células de levedura estiverem saudáveis e a fermentação for concluída, todos os açúcares fermentáveis serão consumidos pela levedura, restando apenas a pentose não fermentável, que deixa uma quantidade insignificante de açúcar residual.

### Outros compostos no vinho produzidos pela levedura

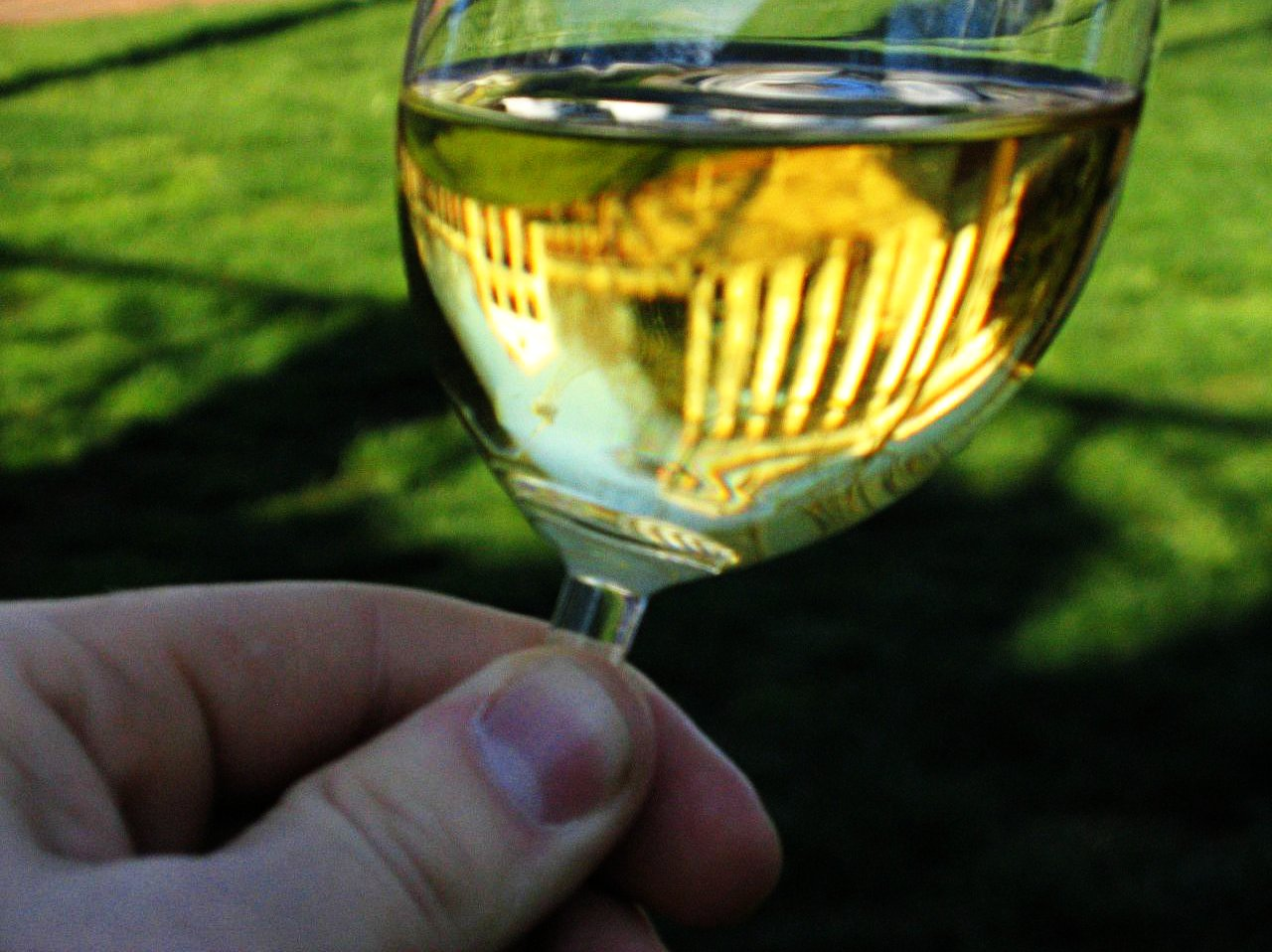
Se um Chardonnay tiver muitas notas "amanteigadas" de diacetil, os vinicultores podem adicionar levedura fresca ao vinho para consumir o diacetil e reduzi-lo ao 2,3-butanodiol, um óleo de fúsel de odor mais neutro.

Embora a produção de álcool seja o subproduto mais notável do metabolismo da levedura do ponto de vista da vinificação, há vários outros produtos produzidos pela levedura que também podem influenciar o vinho resultante. Isso inclui o glicerol, que é produzido quando um intermediário do ciclo da glicólise (dihidroxiacetona) é reduzido para "recarregar" a enzima NADH, necessária para continuar outras atividades metabólicas. Isso geralmente é produzido no início do processo de fermentação, antes que os mecanismos de redução do acetaldeído em etanol para recarregar a NADH se tornem o principal meio da célula de manter o equilíbrio redox. Como o glicerol contribui para aumentar o corpo e um sabor levemente adocicado sem aumentar o nível de álcool do vinho, alguns vinicultores tentam favorecer intencionalmente as condições que promoveriam a produção de glicerol no vinho. Isso inclui a seleção de cepas de leveduras que favorecem a produção de glicerol (ou a permissão de fermentação de algumas leveduras selvagens, como Kloeckera e Metschnikowia), maior exposição ao oxigênio e aeração, bem como a fermentação em temperaturas mais altas. A produção de glicerol também é incentivada se a maior parte do acetaldeído disponível for indisponibilizada pela ligação com moléculas de bissulfito no vinho, mas seria necessária uma quantidade substancial de adição de dióxido de enxofre (muito além dos limites legais) para prolongar a produção de glicerol além desses estágios muito iniciais da fermentação.

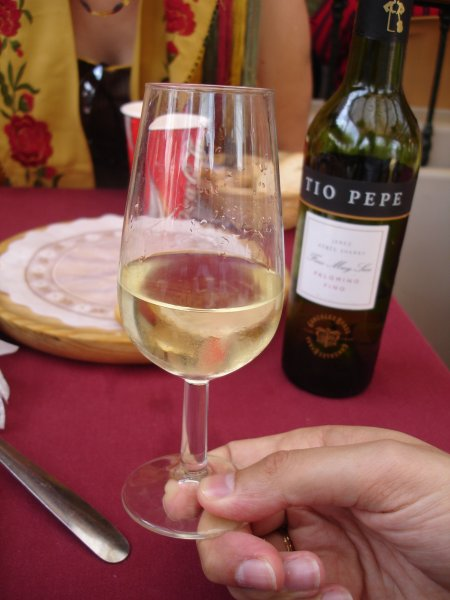
As notas "aldeídicas" distintas dos vinhos xerez são causadas por uma levedura especial nativa da região vinícola de Xerez.

Outros subprodutos da levedura incluem:
- Metanol - Causado pela desmetilação de pectinas no mosto por enzimas da levedura. Mais comumente encontrado em vinhos tintos do que em brancos, mas apenas em quantidades muito pequenas, entre 20-200 mg/L.
- Óleos fúsel - Formados pela decomposição de aminoácidos pela levedura. Isso inclui o 2,3-butanodiol, que é formado por leveduras que estão consumindo diacetil, o composto que dá ao Chardonnay e a outros vinhos um aroma "amanteigado", reduzindo-o primeiro a acetoína e depois ao 2,3-butanodiol, de odor mais neutro. Muitos produtores de cerveja e de vinho que têm um vinho com muito "amanteigado" geralmente "lançam" culturas de leveduras frescas no tanque que não está mais fermentando para que a levedura consuma o diacetil e reduza o aroma.[11]
- Ácido succínico - Assim como o glicerol, geralmente é formado no início da fermentação. Normalmente encontrado em concentrações de 500-1200 mg/L, é um ácido menor na acidez geral do vinho.
- Ácido acético - Considerado o principal componente da acidez volátil que pode tornar o sabor do vinho desequilibrado e excessivamente ácido. Embora o ácido acético seja o principal ácido volátil produzido pela levedura, quantidades residuais dos ácidos butírico, fórmico e propiônico também podem ser formadas, dependendo da cepa da levedura. A maioria dos países tem leis sobre vinhos que estabelecem o limite legal de acidez volátil, geralmente expresso como ácido acético, em 1.200 a 2.000 mg/L. O ácido acético também pode levar ao desenvolvimento do defeito do vinho, o acetato de etila, que é caracterizado por um cheiro de "removedor de esmalte". No entanto, pequenas quantidades de ácido acético são, na verdade, benéficas para as leveduras, pois elas as utilizam para sintetizar lipídios na membrana celular.[3]

- Acetaldeído - Embora a maior parte do acetaldeído produzido seja reduzida a etanol ou ligada ao dióxido de enxofre, concentrações entre 50 e 100 mg/L podem permanecer no vinho. As cepas de leveduras florais que produzem o vinho espanhol xerez produzem quantidades maiores, o que contribui para os aromas "aldeídicos" característicos do xerez. Na presença de oxigênio, a levedura pode converter parte do etanol presente no vinho em acetaldeído, criando aromas oxidados.[3]
- Sulfeto de hidrogênio - Frequentemente produzido pela levedura durante a fermentação devido a uma deficiência de nitrogênio no mosto. Isso pode ser feito por uma redução de sulfatos ou sulfitos disponíveis no mosto ou pela decomposição de células de leveduras mortas por outras leveduras, que liberam aminoácidos contendo enxofre que são decompostos posteriormente pela levedura. Isso geralmente acontece com vinhos que ficam em contato com as borras por longos períodos de tempo entre as trasfegas. Na presença de álcool, o sulfeto de hidrogênio pode reagir com o etanol para formar etil mercaptanos e dissulfetos que contribuem para os aromas estranhos e defeitos do vinho. Algumas cepas de leveduras comerciais, como a Montrachet 522, são conhecidas por produzir níveis mais altos de sulfeto de hidrogênio do que outras cepas, principalmente se o mosto tiver alguma deficiência de nutrientes.[1]
- Ácido pirúvico - Juntamente com o acetaldeído, esse composto pode reagir com antocianinas extraídas do contato com a casca da uva para criar um pigmento de cor mais estável (piranoantocianina) que pode realçar a cor de alguns vinhos tintos.[3]
- Vários ésteres, cetonas, lactonas, fenóis e acetais.[2]

### Borras

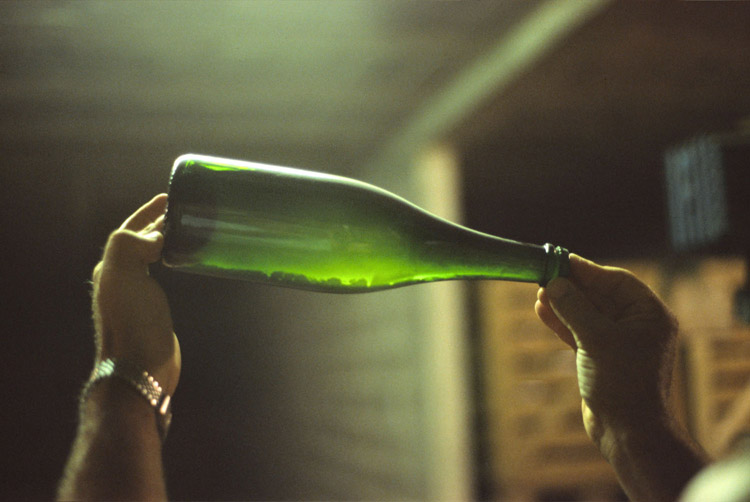
As borras que sobraram da fermentação secundária do vinho espumante podem ser vistas na parte inferior desta garrafa que está sendo inspecionada. Eventual mente, esse vinho passará por um processo de remuage (riddling) para coletar as borras no gargalo, de onde serão removidas antes do arrolhamento.

Quando as células de levedura morrem, elas afundam no fundo do recipiente de fermentação, onde se combinam com tartaratos insolúveis, sementes de uva, fragmentos de pele e polpa para formar as borras. Durante a fermentação, a primeira trasfega significativa, que remove a maior parte das células de levedura mortas, é geralmente chamada de borra grossa, em oposição à borra fina menos grosseira que surge à medida que o vinho continua a se assentar e envelhecer. Durante o tempo que o vinho passa em contato com as borras, várias mudanças podem afetar o vinho devido à autólise (ou autometabolização) das células de levedura mortas, bem como às condições de redução que podem se desenvolver se as borras não forem aeradas ou agitadas (um processo que os franceses chamam de bâtonnage). O período de tempo que um vinho passa em suas borras (chamado sur lie) dependerá do estilo de vinificação e do tipo de vinho.
O processo de deixar o vinho passar algum tempo em contato com as borras tem uma longa história na produção de vinhos, sendo conhecido pelos antigos romanos e descrito por Catão, o Velho, no século II a.C. Atualmente, a prática é amplamente associada a qualquer vinho tinto fermentado em barril, Muscadet, vinho espumante Champagne e Chardonnay produzidos em muitas regiões vinícolas do mundo. Normalmente, quando os vinhos são deixados em contato com suas borras, eles são regularmente agitados para liberar as manoproteínas, os polissacarídeos e outros compostos que estavam presentes nas paredes e membranas das células de levedura. Essa agitação também ajuda a evitar o desenvolvimento de compostos redutores de enxofre, como mercaptanos e sulfeto de hidrogênio, que podem aparecer se a camada de borras tiver mais de 10 cm de espessura e não for perturbada por mais de uma semana.
A maioria dos benefícios associados ao contato com as borras está relacionada à influência no vinho das manoproteínas liberadas durante a autólise das células de levedura. Compostas principalmente de manose e proteínas, com um pouco de glicose, as manoproteínas são frequentemente ligadas à parede celular da levedura com compostos aromáticos hidrofóbicos que se volatilizam quando a parede celular se rompe. A liberação de manoproteínas não apenas proporciona mudanças sensoriais no vinho, mas também pode contribuir para a estabilidade de tartarato e proteína, ajudar a melhorar o corpo e a sensação na boca do vinho, bem como diminuir a percepção de amargor e adstringência dos taninos.

### Fermentação secundária
A produção de champanhe e de muitos vinhos espumantes exige que ocorra uma segunda fermentação na garrafa para produzir a carbonatação necessária para o estilo. Uma pequena quantidade de líquido açucarado é adicionada a garrafas individuais, e a levedura pode convertê-la em mais álcool e dióxido de carbono. Em seguida, as borras são introduzidas no gargalo da garrafa, congeladas e expelidas pela pressão do vinho carbonatado.

## Tipos de leveduras usadas na produção de vinho

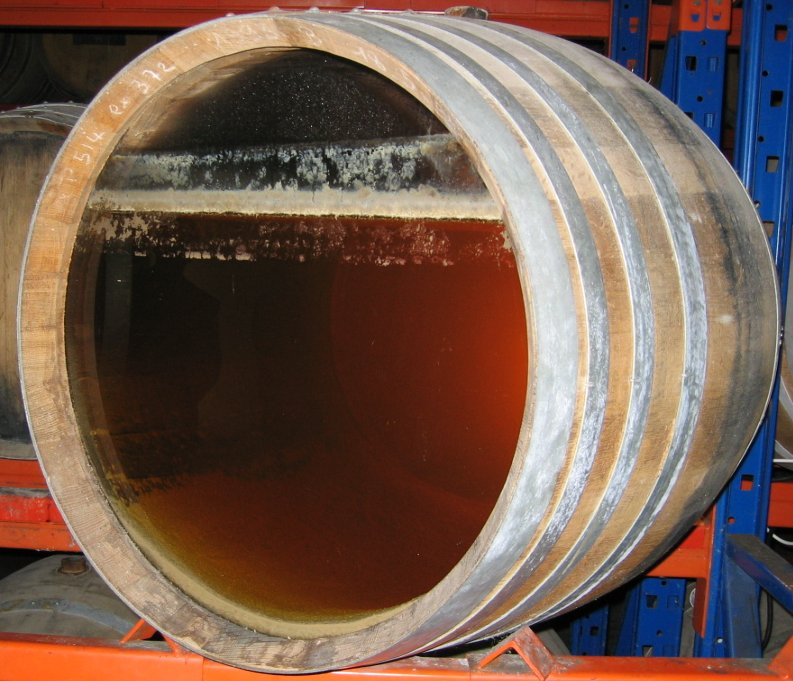
Filme de levedura na superfície do vinho em um barril de Vinho Amarelo da região vinícola de Jura, na França.

A taxonomia das leveduras inclui a classificação das espécies de leveduras de acordo com a presença ou ausência de uma fase sexual. Portanto, algumas leveduras de vinificação são classificadas por seu anamorfo assexuado (ou forma "imperfeita"), enquanto outras podem ser classificadas por seu teleomorfo sexual (ou forma "perfeita"). Um exemplo comum disso é a Brettanomyces (ou "Brett"), que geralmente é mencionada em textos sobre vinho e viticultura sob sua classificação assexuada, embora alguns textos científicos e de vinificação possam descrever espécies específicas (como a Dekkera bruxellensis) sob sua classificação sexual esporulada de Dekkera. Salvo indicação em contrário, este artigo geralmente se referirá à forma assexuada da levedura do vinho.
A levedura mais comum geralmente associada à produção de vinho é a S. cerevisiae, que também é usada na fabricação de pão e cerveja. Outros gêneros de levedura que podem estar envolvidos na vinificação (seja de forma benéfica ou como causa de possíveis falhas no vinho) incluem:
- Brettanomyces (Teleomorfo Dekkera)
- Candida (Teleomorfos para diferentes espécies de vários gêneros, incluindo Pichia, Metschnikowia, Issatchenkia, Torulaspora e Kluyveromyces)
- Kloeckera (Teleomorfo Hanseniaspora), geralmente a "levedura selvagem" mais comum encontrada nos vinhedos. Algumas espécies são conhecidas como "leveduras assassinas" que produzem níveis inibitórios de acetato de etila e ácido acético que podem matar cepas sensíveis de S. cerevisiae[5]
- Saccharomycodes
- Schizosaccharomyces, a única levedura de vinho que se reproduz por fissão, enquanto a maioria das leveduras de vinho se reproduz por brotamento.[4]
- Zygosaccharomyces, muito tolerante ao álcool e pode crescer em vinhos de até 18% v/v. Além disso, essa levedura pode sobreviver em níveis extremamente altos de açúcar (até 60% p/p ou 60 Brix) e é muito resistente ao dióxido de enxofre.[4]
- Aureobasidium, particularmente a espécie de "levedura negra" Aureobasidium pullulans encontrada em adegas úmidas que podem contaminar o vinho envelhecido em barris.

### Saccharomyces

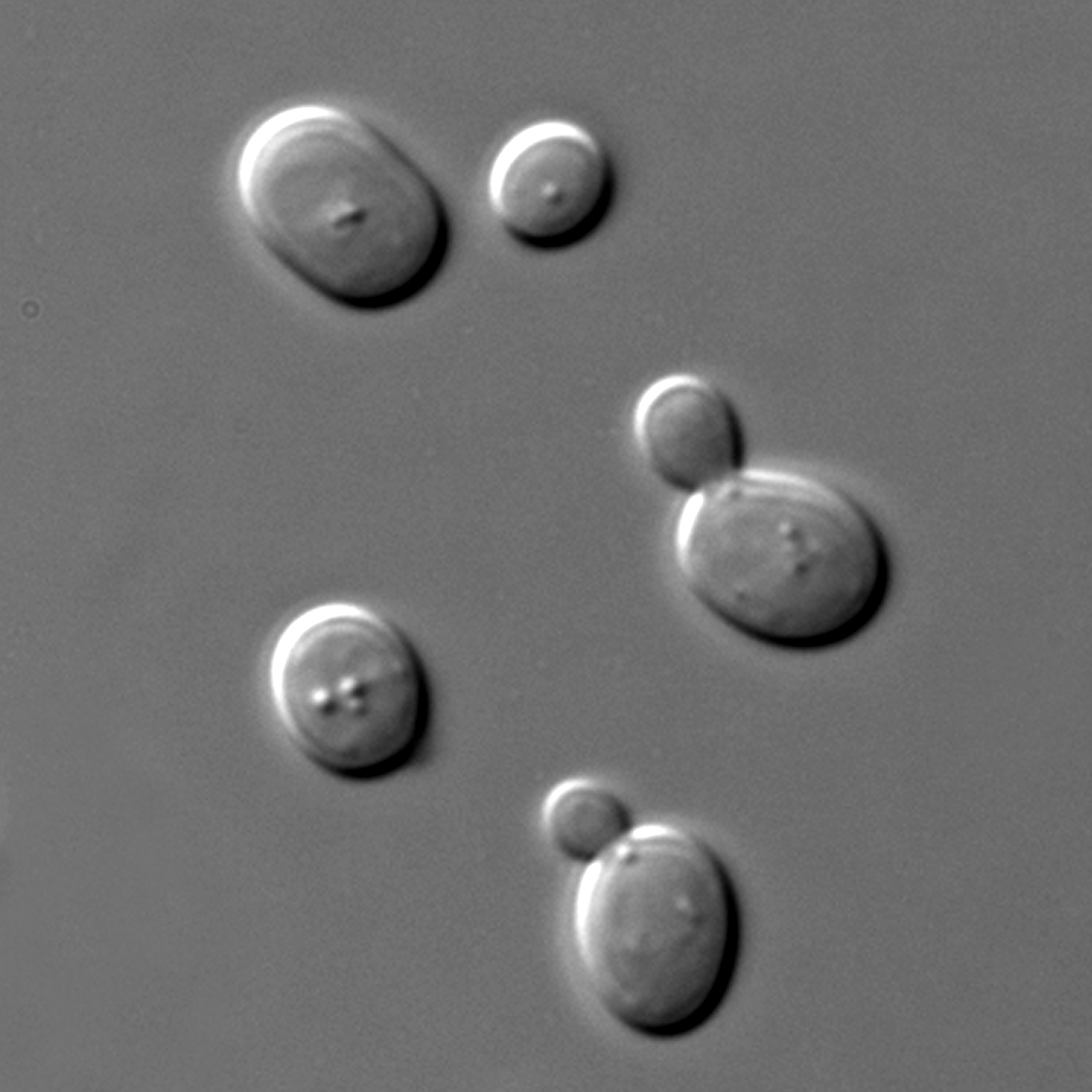
Saccharomyces cerevisiae vista em um microscópio de contraste de interferência diferencial (DIC).

O gênero de levedura Saccharomyces (bolor de açúcar) é o preferido para a produção de vinho (tanto para uvas quanto para outros vinhos de frutas, além de ser usado na fabricação de cerveja e pão) devido aos atributos geralmente confiáveis e positivos que pode trazer ao vinho. Essas leveduras geralmente fermentam prontamente a glicose, a sacarose e a rafinose e metabolizam a glicose, a sacarose, a rafinose, a maltose e o etanol. Entretanto, a Saccharomyces não pode fermentar ou utilizar pentoses (como a arabinose), que geralmente estão presentes em pequenas quantidades nos vinhos como açúcares residuais.
Além da S. cerevisiae, outras espécies do gênero que estão envolvidas na produção de vinho incluem:
- Saccharomyces bayanus
- Saccharomyces beticus
- Saccharomyces fermentati
- Saccharomyces paradoxus
- Saccharomyces pastorianus
- Saccharomyces uvarum

### Influências de diferentes cepas na fermentação

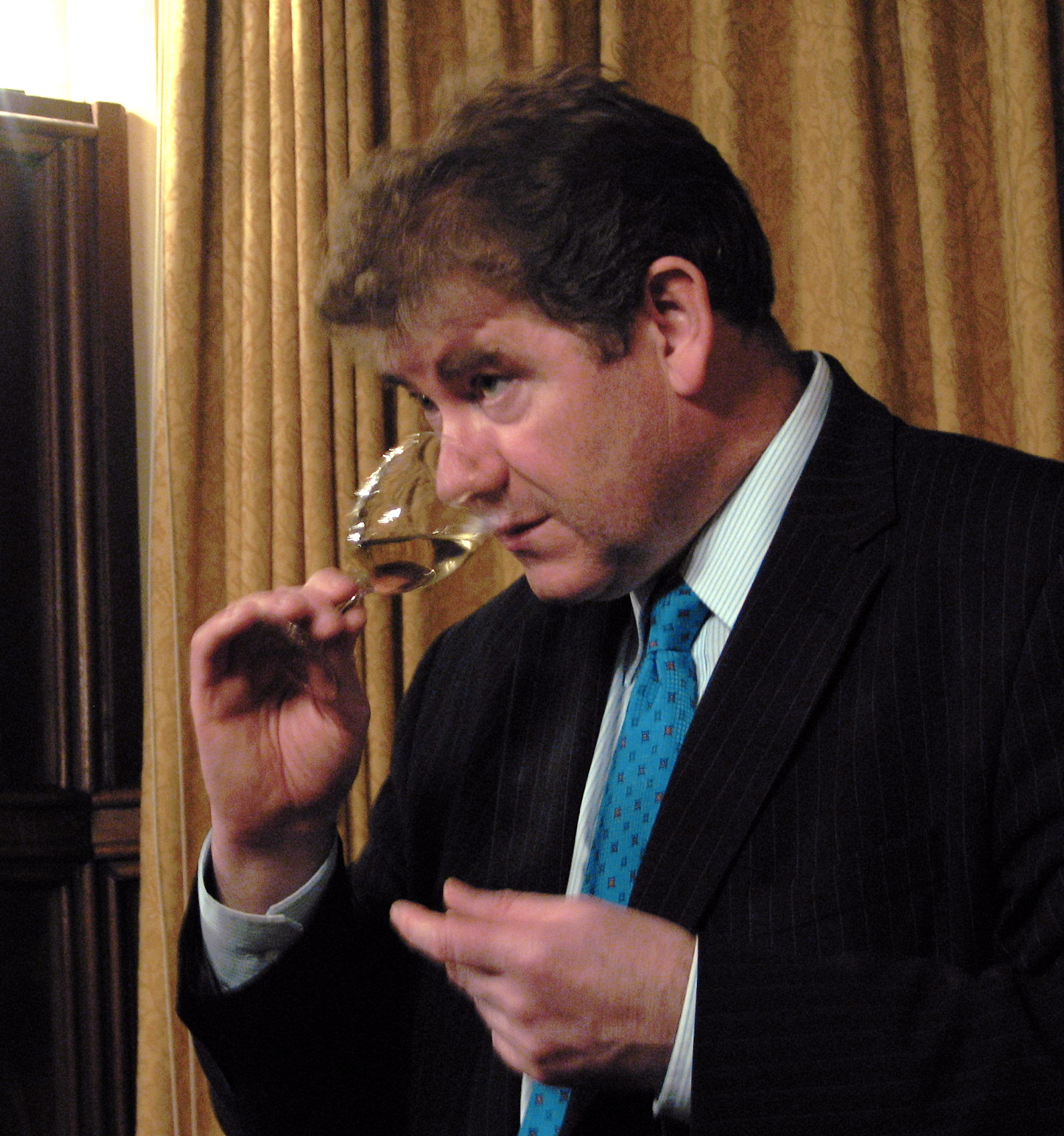
Embora algumas cepas de levedura possam influenciar as características sensoriais e os aromas do vinho jovem, essas diferenças parecem desaparecer à medida que o vinho envelhece.

Em 1996, a S. cerevisiae foi o primeiro organismo eucariótico unicelular a ter seu genoma completo sequenciado. Esse sequenciamento ajudou a confirmar o trabalho de quase um século de micologistas e enólogos na identificação de diferentes cepas de S. cerevisiae que são usadas na fabricação de cerveja, pão e vinho. Atualmente, existem várias centenas de cepas diferentes de S. cerevisiae identificadas. Nem todas as cepas são adequadas para a produção de vinho e, mesmo entre as cepas que são, há um debate entre vinicultores e cientistas sobre a magnitude real das diferenças entre as várias cepas e seu possível impacto no vinho. Mesmo entre as cepas que demonstraram diferenças distintas quando comparadas com vinhos jovens, essas diferenças parecem desaparecer e se tornar menos distintas à medida que os vinhos envelhecem.
Algumas diferenças distintas entre as várias cepas incluem a produção de certos sabores estranhos e aromas que podem ser temporários (mas que produzem uma "fermentação malcheirosa") ou que podem permanecer no vinho e ter de ser tratados por outros meios de vinificação (como a presença de compostos voláteis de enxofre, como o sulfeto de hidrogênio) ou deixar um vinho defeituoso. Outra diferença inclui o "vigor" ou a velocidade da fermentação (que também pode ser influenciada por outros fatores além da seleção da levedura), com algumas cepas de levedura tendo a tendência de fazer "fermentações rápidas", enquanto outras podem levar mais tempo para começar.
Outra diferença menos mensurável que está sujeita a mais debates e questões de preferência dos vinicultores é a influência da seleção de cepas nos sabores varietais de certas variedades de uva, como Sauvignon blanc e Sémillon. Acredita-se que esses vinhos podem ser influenciados por tióis produzidos pela hidrólise de determinados compostos ligados à cisteína por enzimas que são mais predominantes em determinadas cepas. Outras variedades aromáticas, como Gewürztraminer, Riesling e Moscatel, também podem ser influenciadas por cepas de leveduras que contêm altos níveis de enzimas glicosidases que podem modificar os monoterpenos. Da mesma forma, embora potencialmente em uma extensão muito menor, outras variedades podem ser influenciadas por enzimas hidrolíticas que atuam em alifáticos, norisoprenoides e derivados de benzeno, como polifenóis no mosto.
Na produção de vinho espumante, alguns vinicultores selecionam cepas (como a conhecida como Épernay, em homenagem à cidade na região vinícola de Champagne, na França, e a California Champagne, também conhecida como cepa 505 da UC-Davis) que são conhecidas por flocular bem, permitindo que as células mortas da levedura sejam removidas facilmente por meio de remuage e dégorgement. Na produção de xerez, a película superficial de levedura conhecida como flor, usada para fazer o estilo característico dos xerezes fino e manzanilla, vem de diferentes cepas de S. cerevisiae, embora a levedura flor comercial disponível para inoculação seja frequentemente de diferentes espécies de Saccharomyces, S. beticus, S. fermentati e S. bayanus.

## Leveduras selvagens e fermentação natural

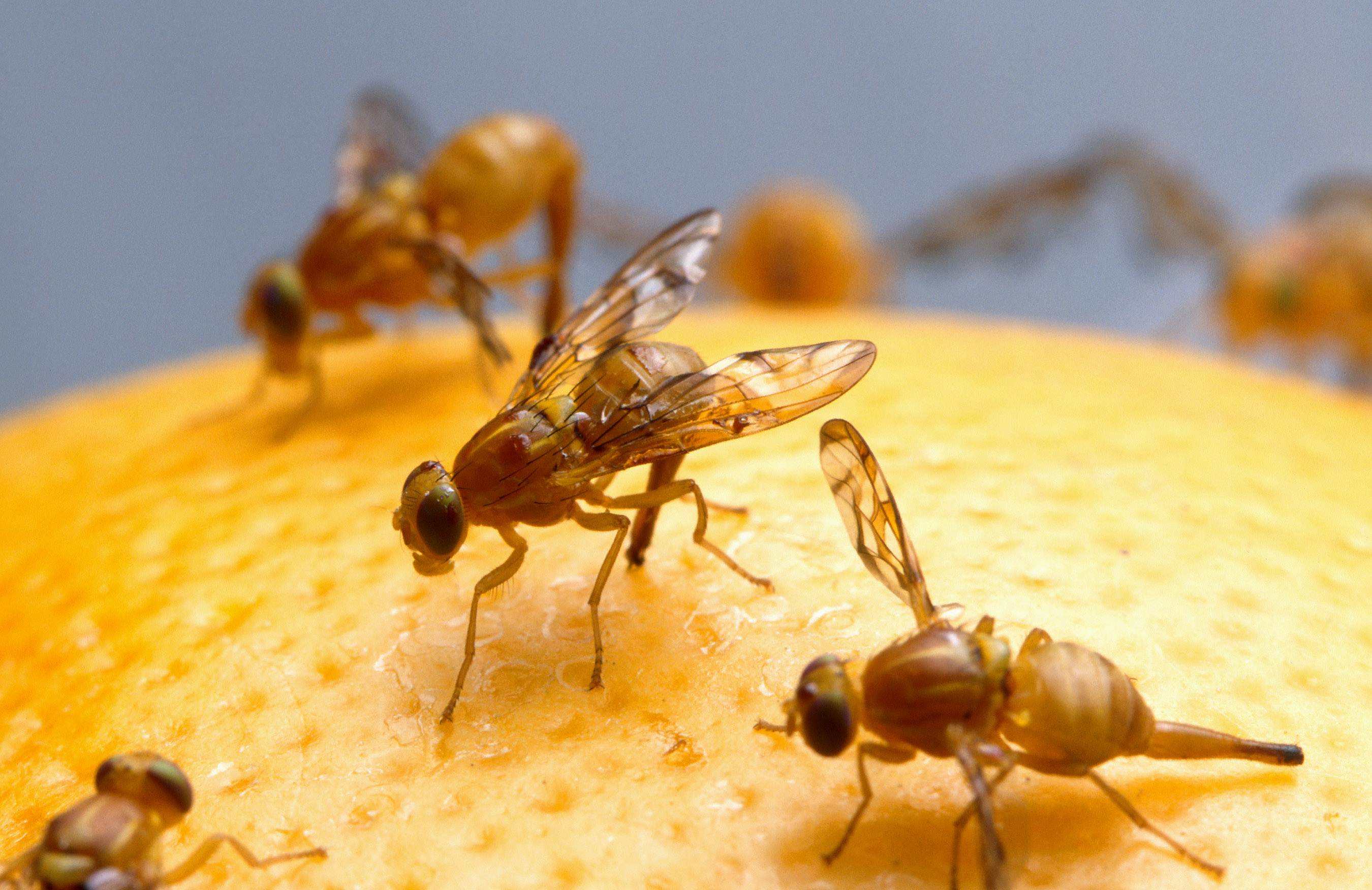
As moscas-das-frutas são um vetor comum que transporta cepas de leveduras ambientais ou "selvagens" dentro das vinícolas.

Na produção de vinhos, o termo "levedura selvagem" tem vários significados. Em seu contexto mais básico, refere-se à levedura que não foi introduzida no mosto por inoculação intencional de uma cepa cultivada. Em vez disso, essas "leveduras selvagens" geralmente entram em contato com o mosto por meio de sua presença no equipamento de colheita, nos silos de transporte, no equipamento de vinificação de superfície e como parte da microbiota natural de uma vinícola. Muitas vezes, essas são cepas de S. cerevisiae que se estabeleceram nesses locais ao longo dos anos, às vezes sendo introduzidas anteriormente por inoculação de safras anteriores. Nesse contexto, essas leveduras selvagens são frequentemente chamadas de leveduras ambientais, indígenas ou naturais, em oposição às leveduras inoculadas, selecionadas ou cultivadas. As vinícolas que muitas vezes dependem exclusivamente dessas cepas "internas" às vezes comercializam seus vinhos como sendo o produto de fermentações selvagens ou naturais. O Nanfang Caomu Zhuang (c. 304) tem a descrição mais antiga da produção de vinho usando "fermento de ervas" (cǎoqū 草麴) de levedura selvagem com arroz e várias ervas, incluindo a venenosa Gelsemium elegans (yěgé 冶葛).
Outro uso do termo "levedura selvagem" refere-se aos gêneros de leveduras que não são Saccharomyces e que estão presentes no vinhedo, na superfície das videiras e das próprias uvas. Em um vinhedo típico, podem existir de 160 a 100.000 unidades formadoras de colônias de leveduras selvagens por baga. Essas leveduras podem ser transportadas por correntes de ar, aves e insetos através do vinhedo e até mesmo para a vinícola (por exemplo, por moscas-das-frutas). As leveduras selvagens mais comuns encontradas no vinhedo são dos gêneros Kloeckera, Candida e Pichia, sendo que a espécie Kloeckera apiculata é, de longe, a espécie mais dominante. A própria S. cerevisiae é, na verdade, muito raramente encontrada no vinhedo ou na superfície de uvas recém-colhidas, a menos que a vinícola reintroduza com frequência resíduos da vinícola (como borra e bagaço) no vinhedo.
Diferentemente da levedura selvagem Saccharomyces "ambiente", esses gêneros de leveduras selvagens têm tolerância muito baixa ao álcool e ao dióxido de enxofre. Elas são capazes de iniciar uma fermentação e, muitas vezes, iniciam esse processo já no depósito de colheita, quando os cachos de uvas são levemente esmagados por seu próprio peso. Alguns vinicultores tentam "eliminar" essas leveduras com doses de dióxido de enxofre, geralmente no esmagador, antes de as uvas serem prensadas ou maceradas com contato com a pele. Outros vinicultores podem permitir que as leveduras selvagens continuem fermentando até que sucumbam à toxicidade do álcool que produzem, que geralmente fica entre 3-5% de álcool por volume, e então deixam que as cepas de Saccharomyces inoculadas ou "ambientais" terminem a fermentação.

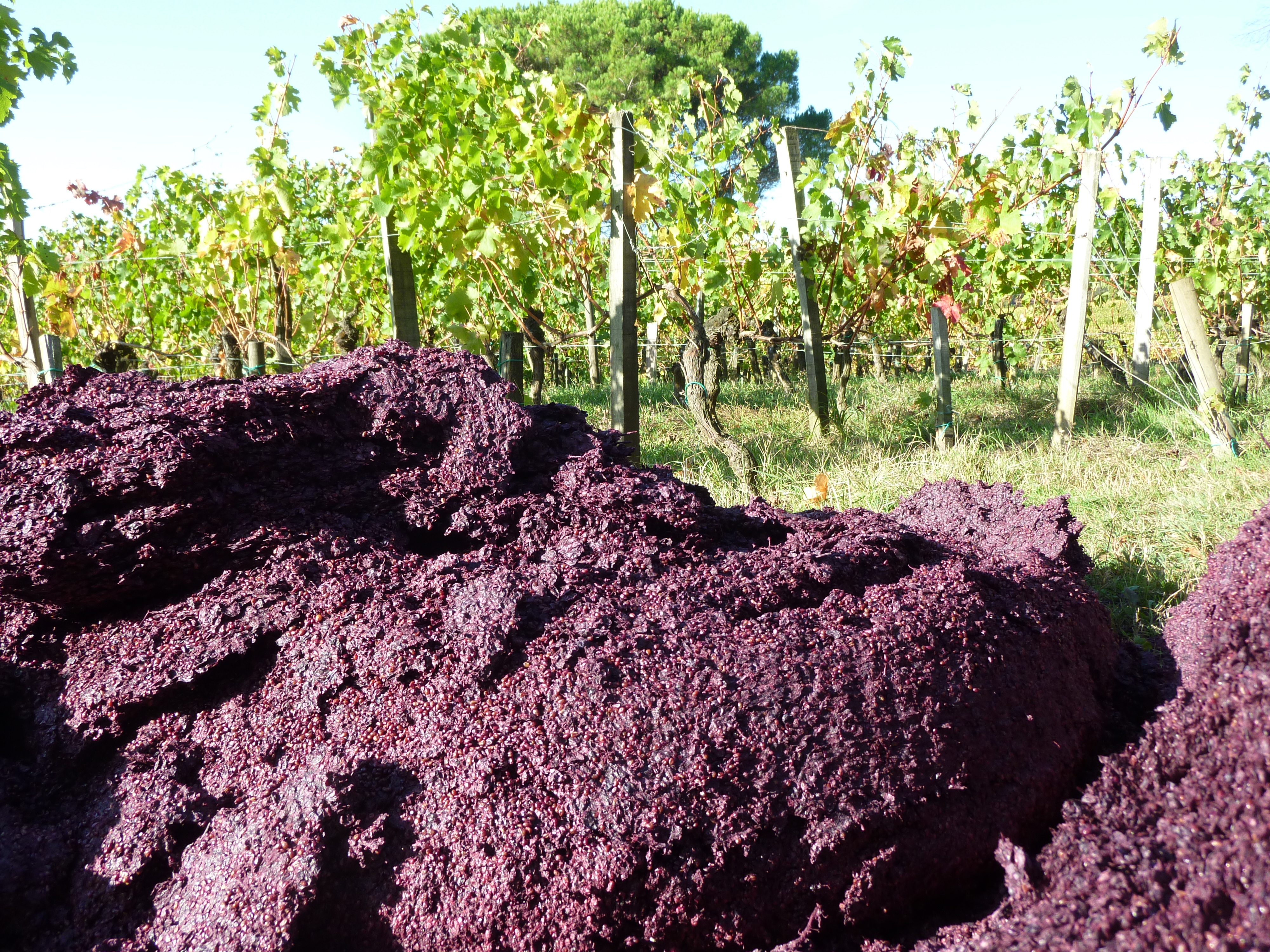
As vinícolas que desejam cultivar uma cepa de levedura ambiente "interna" geralmente reciclam o bagaço restante de safras anteriores como composto no vinhedo.

O uso de leveduras selvagens "ambientais" e não-Saccharomyces traz benefícios e riscos potenciais. Alguns produtores de vinho acham que o uso de leveduras residentes/indígenas ajuda a contribuir para a expressão exclusiva do terroir no vinho. Em regiões vinícolas como Bordeaux, as propriedades classificadas e altamente conceituadas costumam promover a qualidade de suas cepas residentes de "chateau". Nesse sentido, as vinícolas geralmente pegam o bagaço e as borras que sobram da vinificação e os devolvem ao vinhedo para serem usados como adubo, a fim de estimular a presença contínua de cepas favoráveis. Porém, em comparação com a levedura inoculada, essas leveduras ambientais correm o risco de ter uma fermentação mais imprevisível. Essa imprevisibilidade pode incluir não apenas a presença de sabores estranhos/aromas e maior acidez volátil, mas também a possibilidade de uma fermentação estagnada se as cepas de leveduras indígenas não forem vigorosas o suficiente para converter totalmente todos os açúcares.
É praticamente inevitável que as leveduras selvagens não-Saccharomyces tenham um papel no início da fermentação de praticamente todos os vinhos, mas as vinícolas que optam por permitir que essas leveduras continuem fermentando, em vez de minimizar sua influência, o fazem com a intenção de aumentar a complexidade por meio da biodiversidade. Embora essas leveduras não-Saccharomyces fermentem a glicose e a frutose em álcool, elas também têm o potencial de criar outros intermediários que podem influenciar o perfil de aroma e sabor do vinho. Alguns desses intermediários podem ser positivos, como o feniletanol, que pode conferir um aroma de rosa. No entanto, assim como ocorre com as leveduras de ambiente, os produtos dessas leveduras podem ser muito imprevisíveis, especialmente em termos dos tipos de sabores e aromas que essas leveduras podem produzir.

## Leveduras inoculadas

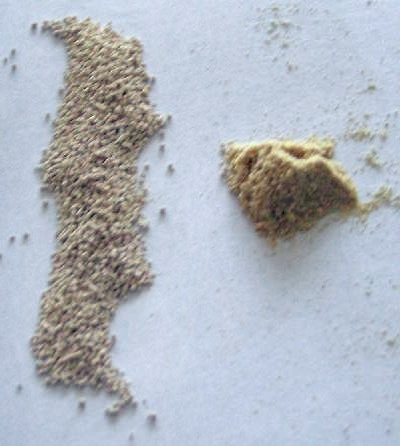
Alguns vinicultores preferem o uso de leveduras de cultura liofilizadas (à esquerda) e nutrientes de levedura (à direita) devido à sua relativa previsibilidade no início e na conclusão de uma fermentação.

Quando os vinicultores selecionam uma cepa de levedura de cultura, isso é feito em grande parte porque o vinicultor deseja uma fermentação previsível levada até o fim por uma cepa que tenha um histórico de confiabilidade. Entre as considerações específicas que geralmente são importantes para os vinicultores está a tendência da levedura de:
- Iniciar rapidamente a fermentação, superando a concorrência de outras "leveduras selvagens" por nutrientes no mosto.
- Utilizar completamente todos os açúcares fermentáveis com uma taxa previsível de conversão de açúcar em álcool.
- Têm uma tolerância ao álcool de até 15% ou até mais, dependendo do estilo de vinificação.

- Ter alta tolerância ao dióxido de enxofre, mas baixa produção de compostos de enxofre, como sulfeto de hidrogênio ou sulfeto de dimetila.
- Produzir uma quantidade mínima de piruvato residual, ácido acético e acetaldeído.
- Produzir o mínimo de espuma durante a fermentação, o que pode criar dificuldades para o gerenciamento da tampa durante a maceração ou fazer com que os batoques se soltem durante a fermentação em barris.
- Apresentam altos níveis de floculação e compactação das borras, o que facilita a trasfega, a colagem e a filtragem do vinho.

As leveduras inoculadas (ou de cultura pura) são cepas de S. cerevisiae que foram identificadas e plaqueadas em vinícolas de todo o mundo (incluindo produtores notáveis de regiões vinícolas conhecidas, como Bordeaux, Borgonha, Vale da Napa e Vale de Barossa). Essas cepas são testadas em laboratórios para determinar o vigor de uma cepa, a tolerância ao dióxido de enxofre e ao álcool, os níveis de produção de ácido acético e compostos de enxofre, a capacidade de re-fermentação (positiva para vinhos espumantes, mas um atributo negativo para vinhos doces de colheita tardia), o desenvolvimento de película superficial no vinho (positiva para alguns estilos de xerez, mas um atributo negativo para muitos outros vinhos), realce da cor do vinho ou de certas características varietais por enzimas nas células da levedura e outros produtos metabólicos produzidos pela levedura, tendências de formação de espuma e floculação, propriedades leveduriformes (uma característica conhecida como "levedura assassina") e tolerância a deficiências nutricionais em um mosto que podem levar a uma fermentação parada.

### Reidratação de culturas de leveduras liofilizadas

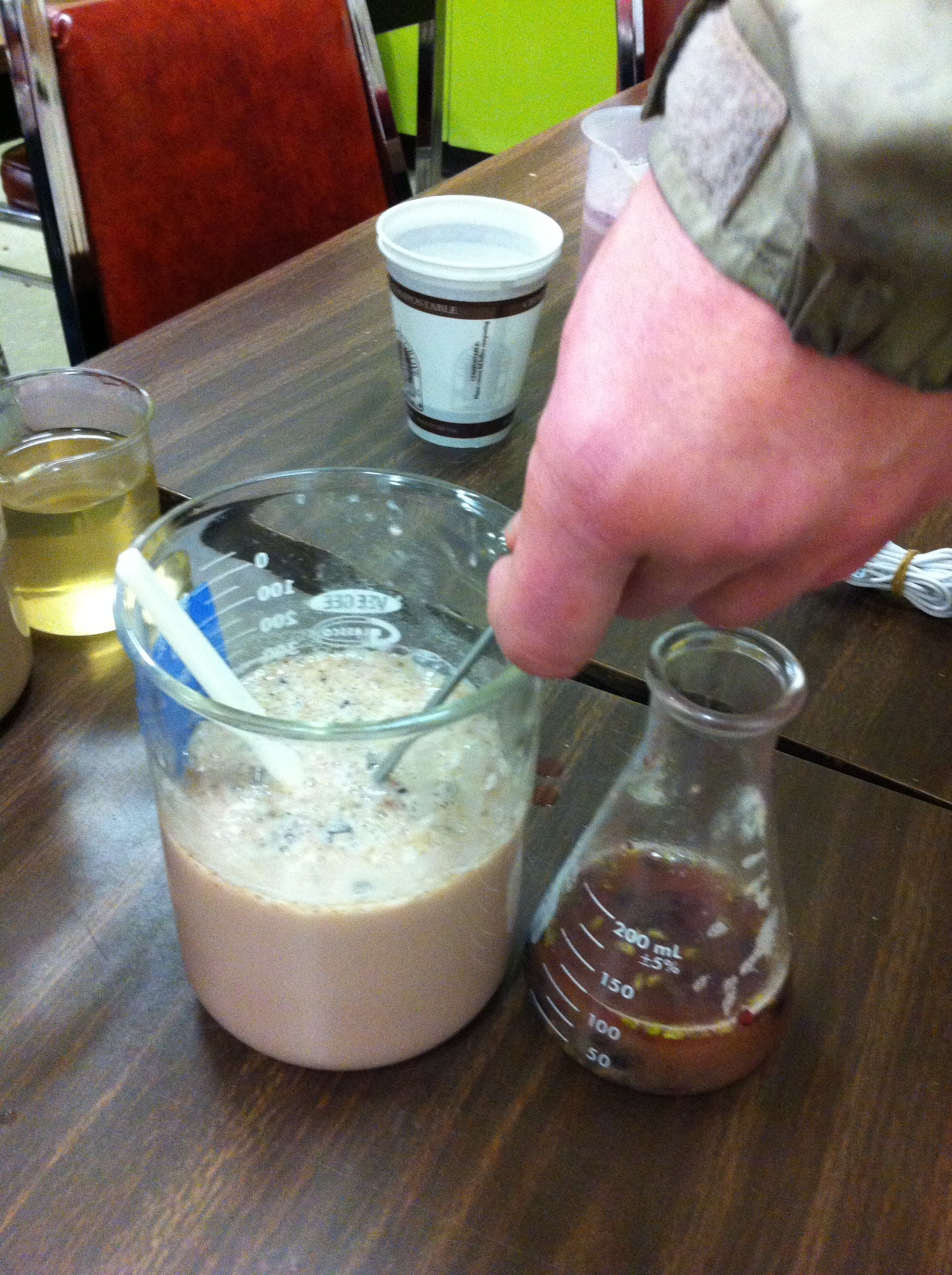
Preparando uma cultura inicial de levedura e resfriar gradualmente a cultura até a temperatura do mosto, adicionando um pouco de vinho.

As leveduras de cultura pura cultivadas em um laboratório são frequentemente liofilizadas e embaladas para uso comercial. Antes de serem adicionadas ao mosto, essas leveduras precisam ser reidratadas em "culturas iniciais" que devem ser cuidadosamente monitoradas (principalmente em relação à temperatura) para garantir que as células de levedura não sejam mortas pelo choque frio. O ideal é que os produtores de vinho adicionem inóculo suficiente para ter uma densidade de população de células viáveis de 5 milhões de células por mililitro. A quantidade exata de cultura liofilizada varia de acordo com o fabricante e a cepa de levedura, mas geralmente fica em torno de 25 gramas por 100 litros. Os vinhos que podem ter uma fermentação potencialmente problemática (como vinhos de colheita tardia com alto teor de açúcar ou vinhos botritizados) podem ter mais levedura adicionada.
Da mesma forma, os procedimentos de reidratação também variam de acordo com o fabricante e a vinícola. A levedura é geralmente inoculada em um volume de água ou mosto de uva que é de 5 a 10 vezes o peso da levedura seca. Esse líquido geralmente é levado a uma temperatura de 40 °C antes da introdução da levedura (embora algumas cepas de levedura possam precisar de temperaturas abaixo de 38 °C) para permitir que as células se dispersem facilmente em vez de se aglomerarem e afundarem no fundo do recipiente. A ativação por calor também permite que as células restabeleçam rapidamente sua barreira de membrana antes que os componentes citoplasmáticos solúveis escapem da célula. A reidratação em temperaturas mais baixas pode reduzir muito a viabilidade da levedura, com até 60% de morte celular se a levedura for reidratada a 15 °C. Em seguida, a cultura é agitada e aerada para incorporar oxigênio à cultura, que a levedura utiliza na síntese dos fatores de sobrevivência necessários.
A temperatura da cultura inicial é então reduzida lentamente, muitas vezes pela adição gradual de mosto para chegar a 5-10 °C do mosto ao qual a cultura será adicionada. Isso é feito para evitar o choque frio repentino que as células de levedura podem sofrer se a cultura inicial for adicionada diretamente ao próprio mosto, o que pode matar até 60% da cultura. Além disso, as células sobreviventes expostas ao choque frio tendem a observar um aumento na produção de sulfeto de hidrogênio.

## Necessidades nutricionais das leveduras de vinho

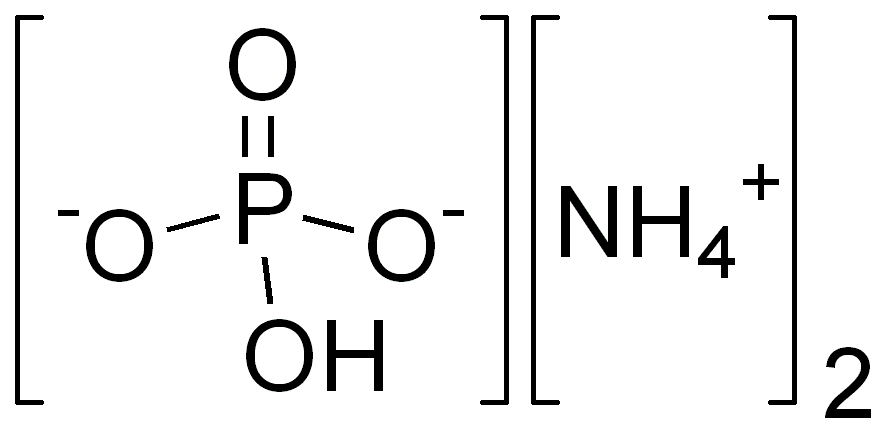
O fosfato de diamônio (ou DAP) é um aditivo comum que fornece dois nutrientes necessários para que a levedura tenha uma fermentação saudável e sustentada - nitrogênio e fosfato.

Para concluir com êxito uma fermentação com o mínimo ou nenhum atributo negativo adicionado ao vinho, a levedura precisa ter toda a variedade de suas necessidades nutricionais atendidas. Essas necessidades incluem não apenas uma fonte de energia disponível (carbono na forma de açúcares, como a glicose) e nitrogênio assimilável por levedura (amônia e aminoácidos ou YAN), mas também minerais (como o magnésio) e vitaminas (como a tiamina e a riboflavina) que servem como fatores importantes de crescimento e sobrevivência. Entre as outras necessidades nutricionais da levedura de vinho:
- Fosfato - usado para a produção de ácidos nucleicos, fosfolipídios (um componente importante da membrana celular) e ATP (trifosfato de adenosina que a célula usa para transferir energia para o metabolismo).
- Potássio - importante para a absorção e utilização de fosfato.
- Biotina - envolvida na síntese de proteínas, ácidos graxos e ácidos nucleicos.
- Ácido pantotênico - envolvido no metabolismo de açúcares e lipídios. A deficiência dessa vitamina pode levar ao aumento da produção de sulfeto de hidrogênio com aromas estranhos no vinho resultante.
- Ácido nicotínico - envolvido na síntese de nicotinamida adenina dinucleotídeo (NAD+), uma coenzima que é importante para manter o equilíbrio redox da célula, bem como no próprio processo de fermentação do etanol.
- Inositol - envolvido com as moléculas mensageiras secundárias que facilitam a divisão celular.
- Quantidades residuais de cálcio, cloro, cobre, ferro, manganês e zinco para a função celular saudável.

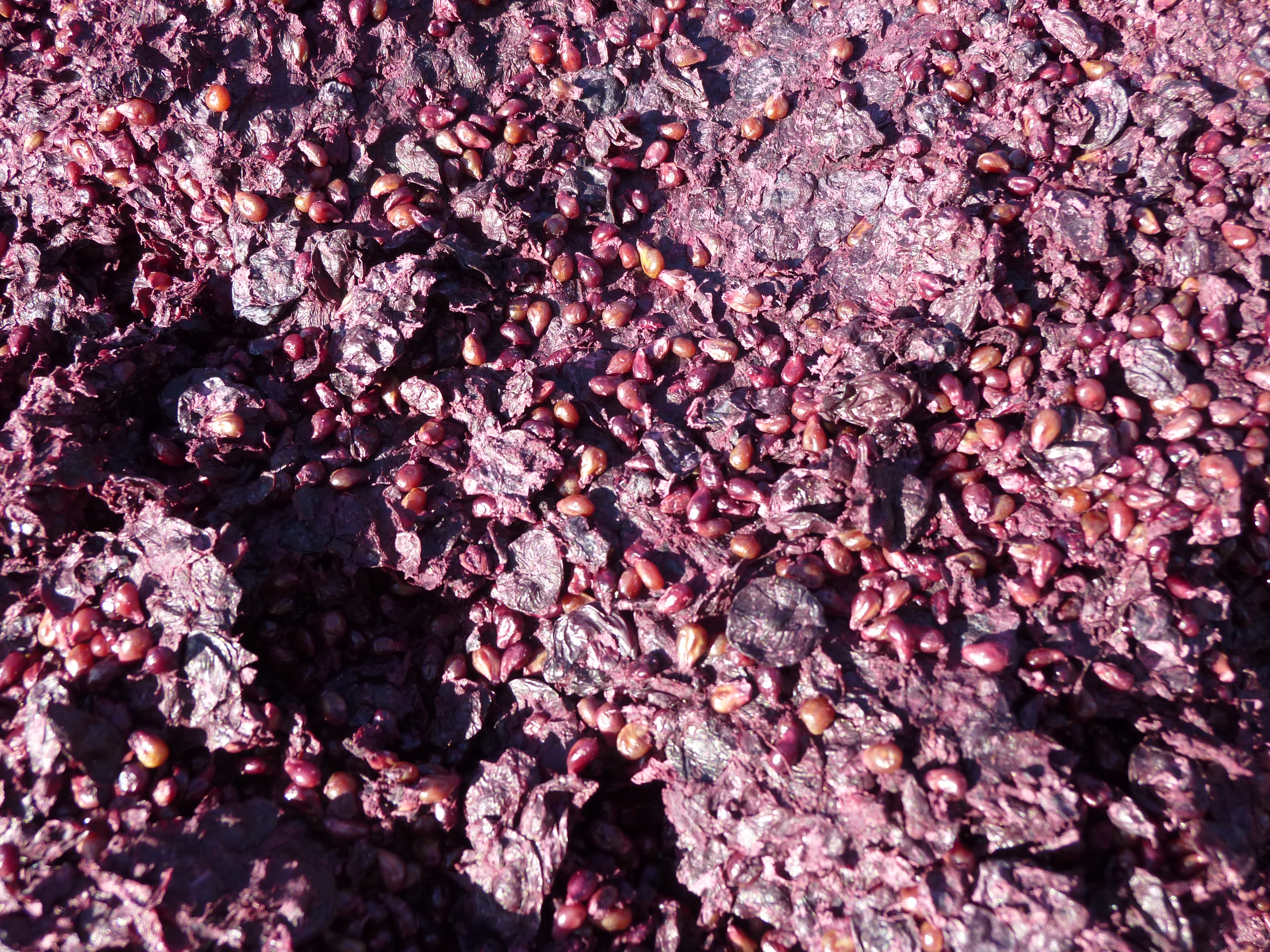
Uma forma tradicional de fornecer nutrientes para a levedura é o método ripasso, no qual as cascas e o bagaço de uva (foto) que sobraram de uma fermentação anterior são adicionados a um vinho recém-fermentado.

Muitos desses nutrientes estão disponíveis no mosto e nas cascas das próprias uvas, mas às vezes são complementados pelos vinicultores com adições como fosfato de diamônio (DAP), micronutrientes liofilizados (como Go-Ferm e Ferm-K) e até mesmo restos de células de levedura mortas ou extraídas, de modo que a levedura em fermentação possa se decompor para extrair o nitrogênio e os nutrientes disponíveis. Uma tradição histórica de vinificação que ainda é praticada em algumas regiões vinícolas italianas é o método ripasso, que consiste em adicionar o bagaço restante da prensagem de outros vinhos em um lote de vinho recém-fermentado como uma fonte adicional de alimento para a levedura.
A S. cerevisiae pode assimilar nitrogênio de formas inorgânicas (amônia e amônio) e orgânicas (aminoácidos, especialmente arginina). Quando as células de levedura morrem, as enzimas dentro das células começam a se autolisar, quebrando a célula, inclusive os aminoácidos. Essa autólise da célula fornece uma fonte de nitrogênio disponível para as células de levedura ainda em fermentação e viáveis. No entanto, essa autólise também pode liberar compostos de ligação de enxofre (como a decomposição do aminoácido cisteína) que podem se combinar com outras moléculas e reagir com o álcool para criar tióis voláteis que podem contribuir para uma "fermentação malcheirosa" ou para o desenvolvimento posterior de vários defeitos no vinho.

### O papel do oxigênio
As leveduras são anaeróbias facultativas, o que significa que podem existir tanto na presença quanto na ausência de oxigênio. Embora a fermentação seja tradicionalmente considerada como um processo anaeróbico realizado na ausência de oxigênio, a exposição precoce da levedura ao oxigênio pode ser um componente vital para a conclusão bem-sucedida dessa fermentação. Isso ocorre porque o oxigênio é importante na síntese dos "fatores de sobrevivência" da célula, como o ergosterol e o lanosterol. Esses esteróis são importantes para manter a permeabilidade seletiva da membrana celular da levedura, que se torna crítica à medida que a levedura é exposta ao aumento da pressão osmótica e dos níveis de álcool no vinho. Como um produto residual de seu próprio metabolismo, o álcool é, na verdade, muito tóxico para as células da levedura. As leveduras com fatores de sobrevivência fracos e sem esteróis podem sucumbir a essas condições antes de fermentar um vinho até a secura completa, deixando uma fermentação paralisada.
As leveduras cultivadas que são liofilizadas e disponíveis para inoculação no mosto de vinho são deliberadamente cultivadas em laboratórios comerciais em condições de alto oxigênio/baixo teor de açúcar que favorecem o desenvolvimento desses fatores de sobrevivência. Um dos motivos pelos quais alguns vinicultores preferem usar leveduras inoculadas é a previsibilidade da fermentação devido ao alto nível de fatores de sobrevivência que as leveduras cultivadas têm a garantia de ter sem necessariamente precisar expor o vinho a níveis adicionais de oxigênio. Os vinicultores que usam leveduras "ambientais" residentes em suas vinícolas podem não ter essa mesma garantia de fatores de sobrevivência e podem precisar compensar com outras técnicas de vinificação.
As leveduras selvagens não Saccharomyces geralmente precisam de uma exposição muito maior ao oxigênio para desenvolver fatores de sobrevivência, razão pela qual muitas dessas leveduras são frequentemente encontradas vivendo de forma oxidativa como "leveduras de película" na superfície dos vinhos em tanques ou barris.

## Defeitos do vinho relacionados à levedura

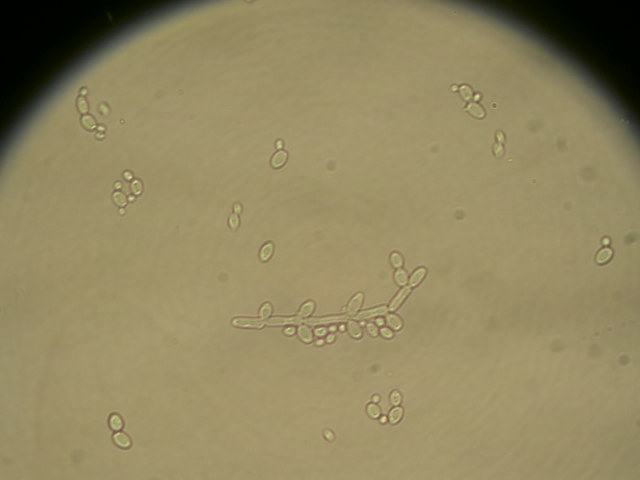
Leveduras de película como Candida (foto) e Pichia podem cobrir a superfície do vinho com uma camada de película que não apenas consome a maior parte do dióxido de enxofre livre disponível para proteger o vinho, mas também produz altos níveis de ácido acético que contribuem para a acidez volátil do vinho.

Direta ou indiretamente, a levedura de vinho pode ser a culpada por uma ampla variedade de falhas no vinho. Isso pode incluir a presença de "sabores estranhos" e aromas que podem ser o subproduto de algumas fermentações de "leveduras selvagens", como as de espécies dos gêneros Kloeckera e Candida. Até mesmo a levedura de vinho comum Saccharomyces cerevisiae pode estar por trás de alguns defeitos do vinho, com algumas cepas da levedura conhecidas por produzir níveis mais altos do que o ideal de ácido acético, acetaldeído e compostos de enxofre voláteis, como tióis. Além disso, qualquer levedura pode ter baixa tolerância a deficiências nutricionais, flutuação ou extremos de temperatura e níveis excessivos ou baixos de açúcar, o que pode levar a uma fermentação parada.
Na presença de oxigênio, várias espécies de Candida e Pichia podem criar uma superfície de película sobre o vinho no tanque ou no barril. Se não forem controladas, essas leveduras podem esgotar rapidamente os compostos de enxofre livre disponíveis que mantêm o vinho protegido contra a oxidação e outros ataques microbianos. A presença dessas leveduras é frequentemente identificada por níveis elevados de acidez volátil, principalmente de ácido acético. Algumas cepas de Pichia metabolizam o ácido acético (bem como o acetato de etila e o acetato de isoamila, que também podem ser produzidos) com o efeito colateral de diminuir substancialmente a acidez titulável e aumentar o pH do vinho para níveis que o tornam propenso ao ataque de outros micróbios deteriorantes. Comumente chamadas de "levedura de filme", essas leveduras se distinguem da levedura flor de xerez, que geralmente é bem recebida pelos vinicultores na produção de vinhos delicados do estilo fino.
O crescimento de muitas leveduras selvagens desfavoráveis geralmente é retardado em temperaturas mais baixas de adega, portanto, muitos vinicultores que desejam inibir as atividades dessas leveduras antes que a levedura Saccharomyces, mais favorável, entre em ação, geralmente resfriam o mosto, como a prática de "imersão a frio" do mosto durante uma maceração pré-fermentativa a temperaturas entre 4-15 °C. Embora algumas espécies, como a Brettanomyces, não sejam inibidas e possam até mesmo se desenvolver durante um período prolongado de imersão a frio.

### Brettanomyces

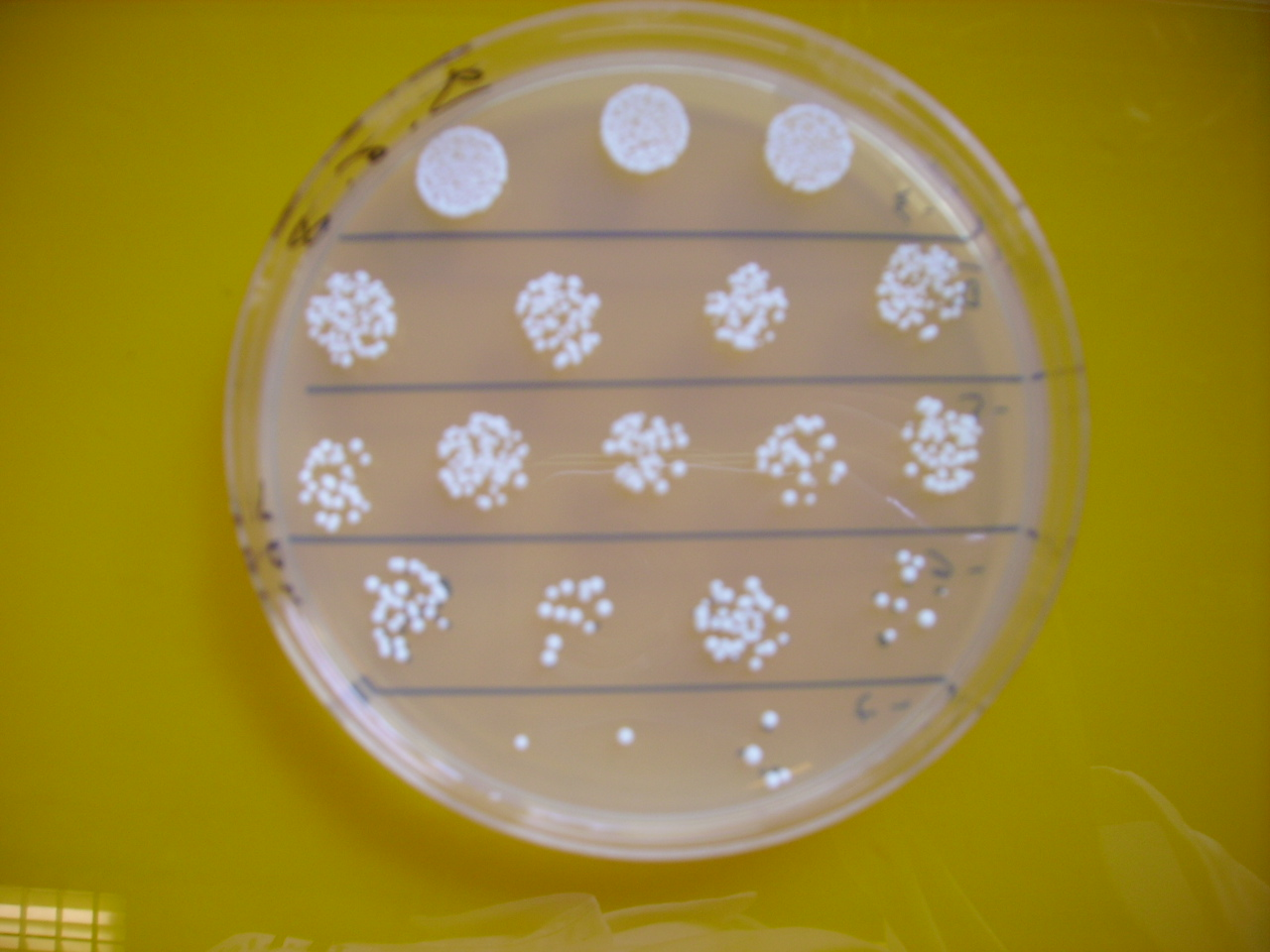
Embora algumas regiões vinícolas considerem a influência da Brettanomyces no vinho, em quantidades limitadas, como uma complexidade adicional, muitos produtores de vinho consideram a presença de espécies de Brettanomyces, como a Brettanomyces bruxellensis (foto), em suas vinícolas como uma influência negativa que precisa ser controlada.

A levedura de vinho Brettanomyces (ou "Brett") produz compostos aromáticos muito característicos, 4-etilfenol (4-EP) e 4-etilguaiacol (4-EG), que podem fazer com que um vinho seja descrito como tendo cheiro de "curral", "sela molhada" ou "band-aid". Para alguns vinicultores e com alguns estilos de vinho (como o Pinot noir da Borgonha), uma quantidade limitada desses compostos pode ser considerada um atributo positivo que aumenta a complexidade do vinho. Para outros vinicultores e com outros estilos de vinho (como o Riesling do Mosel), a presença de qualquer Brett será considerada uma falha. As moscas-das-frutas são vetores comuns na transferência de Brettanomyces entre tanques e até mesmo entre vinícolas próximas.
Como levedura de fermentação, a Brettanomyces geralmente pode fermentar um vinho até níveis de álcool de 10-11% antes de morrer. Às vezes, as Brettanomyces já presentes em um vinho que foi inoculado com S. cerevisiae competem com a cepa Saccharomyces por nutrientes e até mesmo a inibem devido aos altos níveis de ácido acético, ácido decanóico e ácido octanóico que muitas cepas de Brettanomyces podem produzir.
Uma vez que a Brett esteja em uma vinícola, é muito difícil controlá-la, mesmo com higiene rigorosa e o descarte de barris e equipamentos que tenham entrado em contato anteriormente com o vinho "Bretty". Isso ocorre porque muitas espécies de Brettanomyces podem usar uma grande variedade de fontes de carbono no vinho e no mosto de uva, inclusive o etanol, para o metabolismo. Além disso, a Brett pode produzir uma ampla gama de subprodutos que podem influenciar o vinho, além dos compostos 4-EP e 4-EG discutidos anteriormente. Muitos desses compostos, como as "pegadas" do 4-EP e do 4-EG, ainda permanecerão no vinho mesmo depois que as células de levedura morrerem e forem removidas por estufagem e filtração estéril.